# 로스토의 성장 단계
로스토의 성장 단계(Rostow's stages of growth)는 최신의 경제 발전 단계론이자 주된 경제 성장 모델이다. 로스토는 역사학파나 마르크스 등이 중심이 되는 재례의 경제발전설과 구별되어 제창된 경제발전 5단계설로 유명하다.
로스토(Walt Whitman Rostow 1916  1986)는 다음과 같은 여섯 단계를 준비한다.
1. 전통사회
2. 이륙(離陸)을 위한 선행조건의 정비기(과도기)
3. 이륙기
4. 성숙으로의 전진기(前進期)
5. 고도대중소비시대(복지국가의 시대)
6. 다음 단계

이 단계론은 척도로서 생산기술의 고저, 소비수준의 고저, 정신적 자본의 축적도, 지도자의 성격, 욕망의 성질의 진화(進化), 산업구조의 고도화, 국민소득 중의 저축비율 등등의 척도를 복합적으로 사용하고 있다. 그래서 역사학파의 시도에 대한 비판의 네 번째 것, 즉 단계론에 대한 유형론에서의 비판에 관련하여 단계론과 유형론과를 상호 반발하는 양자택일적인 것이 아니고, 단계론을 제1차 접근으로 하고 제2차 접근으로서 유형론을 중첩시켜서 현실에 접근하는 형태로서 일종의 총합을 시도하고 있다. 예컨대 같은 이륙을 수행할 때의 각국에 있어서 주도 주체의 성질이 다르거나 주도산업(主導産業)이 다른 다원론적 인식(多元論的認識), 그리고 과도기에서 이륙기에 걸친 큰 변화의 동인(動因)에 관하여 선발국(先發國) 영국에서는 내생적요인이 보다 강하고, 연발국(延發國)에서는 외생적(外生的) 요인이 보다 강하게 작용했다고 한 상대적 판단에 있어서, 약간의 분석적 진보를 나타내고 있다. 그러나 덧붙여 말하면 금후 개선되어야 할 문제도 많이 남아 있다.

## 같이 보기
- 공산주의#경제 개발 5개년 계획의 시작 (1928)